# Piz Umbrail
Piz Umbrail – szczyt w Alpach Livigno, w Alpach Retyckich. Leży na granicy między Włochami (Lombardia) a Szwajcarią (Gryzonia).